# Speakers' Corner

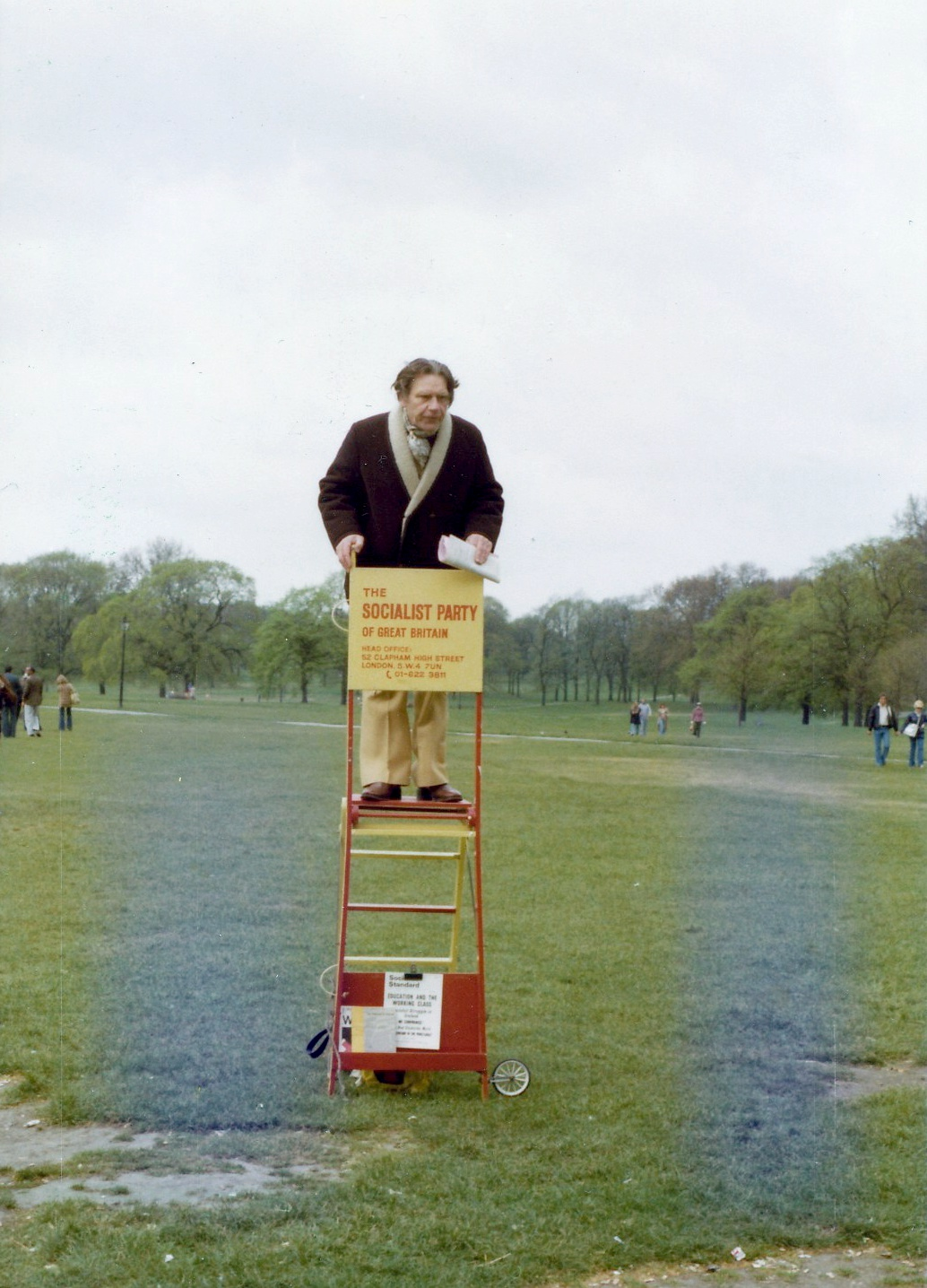
Speakers' Corner, 1976

Speakers' Corner is een gedeelte in het noordoosten van het Hyde Park waar al van oudsher sprekers in het openbaar hun mening verkondigen over politiek, cultuur en religie. Ook andere parken in Londen hebben zo'n plaats, maar Speakers' Corner is de enige die ook echt zo gebruikt wordt. Slechts twee onderwerpen zijn verboden om over te praten: de Britse koninklijke familie en het omverwerpen van de regering van het Verenigd Koninkrijk.
Oorspronkelijk stonden op de plek van Speakers' Corner de galgen van Tyburn. De terdoodveroordeelden mochten voor ze werden opgehangen nog eenmaal vrijuit het woord voeren. Vanaf 1783 werd hier niemand meer opgehangen, maar de gewoonte dat mensen hier in het openbaar hun mening konden geven, bleef bestaan.
In navolging van Londen is er sinds 1 september 2000 ook een Speakers' Corner in Singapore en verder in Sydney, Port of Spain, Gent en Amsterdam. In Amsterdam bestaat de Speakers' Corner sinds 2005 in het Oosterpark als Spreeksteen. In Gent is het initiatief sinds 2012 bekend als "De stem van Gent".